# Ilex rarasanensis
Ilex rarasanensis är en järneksväxtart som beskrevs av Shun-ichi Syun'iti Sasaki. Ilex rarasanensis ingår i släktet järnekar, och familjen järneksväxter. Inga underarter finns listade i Catalogue of Life.